# 三猛乡
三猛乡，是中华人民共和国云南省红河哈尼族彝族自治州绿春县下辖的一个乡镇级行政单位。

## 行政区划
三猛乡下辖以下地区：
哈德村、爬别村、塔普村、巴德村、腊姑村、桐珠村、埃洞村和巴东村。